# 일각형
기하학에서 일각형은 변과 꼭짓점이 각각 하나인 다각형을 말한다. 일각형의 슐레플리 기호는 {1}이다. 일각형은 변과 각이 각각 하나 뿐이으므로, 이론적으로 모든 일각형은 정일각형이다.

## 유클리드 기하학에서
유클리드 기하학에서 일각형은 다른 선분과는 달리 양 끝점이 동일해야 하기 때문에 축퇴 다각형이다. 유클리드 기하학에서 대부분 다각형의 정의는 일각형을 인정하지 않는다.

## 구면 기하학에서
구면기하학에서 일각형은 구의 대원에 꼭짓점 하나로 만들 수 있다. 이것은 반구의 일각형 두 개가 꼭짓점 한 개와 360°의 변 하나를 공유하는 이면체 {1,2}를 만든다. 이것의 쌍대인 호소헤드론{2,1}은 두 개의 대척 꼭짓점과 달꼴의 면 하나와 두 꼭짓점 사이에 자오선 모서리를 가지고 있다.
| 일각형 이면체, {1,2} | 일각형 호소헤드론, {2,1} |

## 같이 보기
- 이각형
- 정다각형